# Super Coppa Misura
La Super Coppa Misura, o semplicemente Coppa Misura, oppure Super Coppa, fu un torneo amichevole estivo che si disputò dal 13 al 15 agosto 1985, allo Stadio Dino Manuzzi di Cesena, e che venne vinto dal Peñarol.
La Super Coppa Misura venne organizzata in sostituzione della terza edizione del Mundialito per club, prevista a Milano allo stadio Giuseppe Meazza in San Siro nel mese di giugno. Il Mundialito fu rinviato al 1987 a causa dei fatti tragici accaduti a Bruxelles allo Stadio Heysel prima della finale di Coppa Campioni 1984-1985 tra Juventus e Liverpool del 29 maggio dello stesso anno, in cui persero la vita trentanove persone; inoltre, sempre dal 12 giugno al 3 luglio, si sarebbe dovuta disputare la fase finale (quarti di finale, semifinali e finali) della Coppa Italia 1984-1985, dove erano ancora impegnate Inter e Milan, le quali avrebbero dovuto partecipare alla manifestazione.

## Partecipanti

Il Peñarol, vincitore del torneo

Elenco delle squadre partecipanti con le relative Coppe Intercontinentali vinte:
| Squadra        | Nazione   | Coppe Intercontinentali |
| -------------- | --------- | ----------------------- |
| Peñarol        | Uruguay   | 1961, 1966 e 1982       |
| Santos         | Brasile   | 1962 e 1963             |
| Internazionale | Italia    | 1964 e 1965             |
| Independiente  | Argentina | 1973 e 1984             |

Elenco delle squadre che rinunciarono a partecipare, pur avendone diritto, con le relative Coppe Intercontinentali vinte:

| Squadra             | Nazione     | Coppe Intercontinentali |
| ------------------- | ----------- | ----------------------- |
| Real Madrid         | Spagna      | 1960                    |
| Racing              | Argentina   | 1967                    |
| Estudiantes         | Argentina   | 1968                    |
| Milan               | Italia      | 1969                    |
| Feyenoord           | Paesi Bassi | 1970                    |
| Nacional Montevideo | Uruguay     | 1971 e 1980             |
| Ajax                | Paesi Bassi | 1972                    |
| Atlético Madrid     | Spagna      | 1974                    |
| Bayern Monaco       | Germania    | 1976                    |
| Boca Juniors        | Argentina   | 1977                    |
| Club Olimpia        | Paraguay    | 1979                    |
| Flamengo            | Brasile     | 1981                    |
| Gremio              | Brasile     | 1983                    |

## Semifinali
| Data           | Ora | Squadra 1 | Squadra 2     | Risultato             | Marcatori                                                    |
| -------------- | --- | --------- | ------------- | --------------------- | ------------------------------------------------------------ |
| 13 agosto 1985 |     | Santos    | Independiente | 1 - 1 (rigori: 3 - 5) | Primo Tempo: 29' Lima (S.) Secondo Tempo: 12' Percudani (A.) |
| 13 agosto 1985 |     | Inter     | Peñarol       | 0 - 0 (rigori: 2 - 4) |                                                              |

## Finale 3º posto
| Data           | Ora | Squadra 1 | Squadra 2 | Risultato | Marcatori |
| -------------- | --- | --------- | --------- | --------- | --------- |
| 15 agosto 1985 |     | Inter     | Santos    | 3 - 2     |           |

## Finale
| Data           | Ora | Squadra 1 | Squadra 2     | Risultato | Marcatori |
| -------------- | --- | --------- | ------------- | --------- | --------- |
| 15 agosto 1985 |     | Peñarol   | Independiente | 3 - 1     |           |